# Eriocaulon
- Commons
- Wikispecies

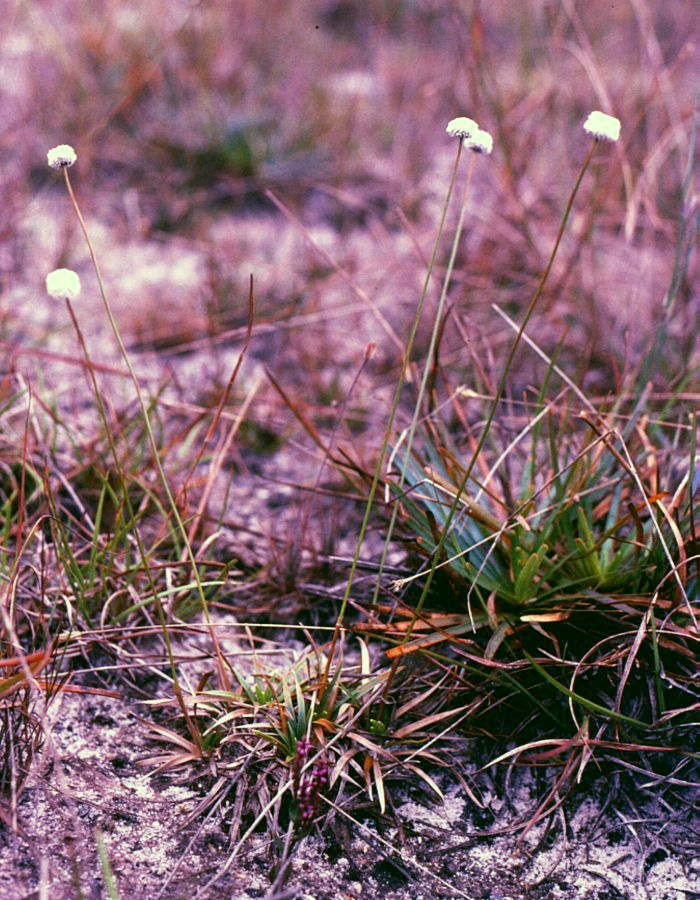
Eriocaulon ubonense.

Eriocaulon L. é um género botânico de plantas floríferas pertencente à família Eriocaulaceae. O gênero é composto por aproximadamente 665 espécies.
As espécies do gênero estão amplamente distribuídas, principalmente nas regiões tropicais da Ásia e das Américas. Poucas espécies são encontradas em regiões temperadas. Só 10  espécies são encontradas nos EUA, a maioria  da Califórnia à Flórida; duas espécies  no Canadá, 35 espécies na China;  e uma única espécie (Eriocaulon aquaticum) na Europa, nas costa do Oceano Atlântico da Escócia e Irlanda.
A maioria são plantas herbáceas perenes, sendo algumas anuais. Assemelham-se com as plantas  das  famílias Cyperaceae e Juncaceae, e como elas, apresentam pequenas flores polinizadas pelo vento.

## Sinonímia
- Cespa Hill
- Leucocephala Roxb.

## Espécies
| - Eriocaulon acutibracteatum - Eriocaulon alpestre - Eriocaulon angustulum - Eriocaulon aquaticum - Eriocaulon atrum - Eriocaulon australe - Eriocaulon benthamii - Eriocaulon brownianum - Eriocaulon buergerianum - Eriocaulon chinorossicum - Eriocaulon cinereum - Eriocaulon compressum - Eriocaulon decangulare - Eriocaulon decemflorum - Eriocaulon echinulatum - Eriocaulon ermeiense - Eriocaulon exsertum - Eriocaulon faberi - Eriocaulon glabripetalum - Eriocaulon henryanum - Eriocaulon kathmanduense - Eriocaulon koernickianum - Eriocaulon kunmingense - Eriocaulon leianthum - Eriocaulon lineare - Eriocaulon longifolium - Eriocaulon luzulifolium - Eriocaulon mangshanense | - Eriocaulon microcephalum - Eriocaulon minusculum - Eriocaulon miquelianum - Eriocaulon nantoense - Eriocaulon nepalense - Eriocaulon nigrobracteatum - Eriocaulon obclavatum - Eriocaulon oryzetorum - Eriocaulon parkeri - Eriocaulon parvum - Eriocaulon quinquangulare - Eriocaulon ravenelii - Eriocaulon robustius - Eriocaulon rockianum - Eriocaulon schochianum - Eriocaulon sclerophyllum - Eriocaulon setaceum - Eriocaulon sexangulare - Eriocaulon sollyanum - Eriocaulon staintonii - Eriocaulon taishanense - Eriocaulon texense - Eriocaulon tonkinense - Eriocaulon trisectoides - Eriocaulon truncatum - Eriocaulon viride - Eriocaulon xeranthemum - Eriocaulon zollingerianum |

- «PPP-Index Lista completa»

## Classificação do gênero
| Sistema | Classificação                    | Referência               |
| ------- | -------------------------------- | ------------------------ |
| Linné   | Classe Triandria, ordem Trigynia | Species plantarum (1753) |